# 比朗
比朗（法語：Biran，法語發音：[biʁɑ̃]）是法国热尔省的一个市镇，属于欧什区。

## 地理
比朗（43°41'46"N, 0°25'6"E）面积36.86 平方千米，位于法国奧克西塔尼大區热尔省，该省份为法国西南部内陆省份，北起顺时针与洛特-加龙省、塔恩-加龙省、上加龙省、上比利牛斯省、大西洋比利牛斯省和朗德省接壤。
与比朗接壤的市镇（或旧市镇、城区）包括：昂特拉、巴朗、勒布鲁伊-蒙贝尔、卡亚韦、热甘、奥尔当-拉罗克、里格珀、圣让普奇。

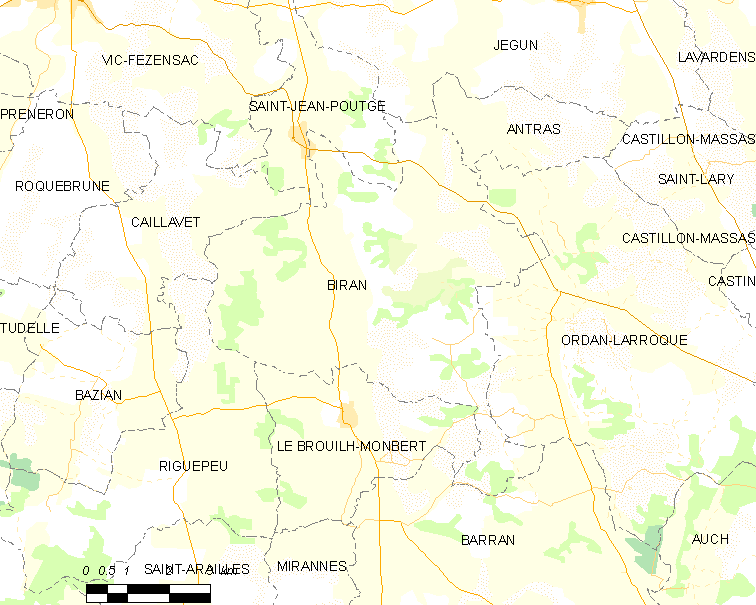
比朗的OSM定位图

比朗的时区为UTC+01:00、UTC+02:00（夏令时）。

## 行政
比朗的邮政编码为32350，INSEE市镇编码为32054。

## 政治
比朗所属的省级选区为欧什加斯科涅县。

## 人口

1962-2008年间比朗人口变化图示

比朗于2022年1月1日时的人口数量为377人。